# Kothi (stato)
Lo Stato di Kothi fu uno stato principesco del subcontinente indiano, avente per capitale la città di Kothi.

## Storia
Lo stato di Kothi venne fondato in data incerta da un governante di dinastia Rajput espulso dallo stato di Bhar.
All'inizio del XIX secolo lo stato di Kothi divenne un protettorato inglese, inizialmente come subordinato allo stato di Panna. Venne ad ogni modo garantito un sanad separato al Rais Lal Duniyapati Singh nel 1810.
L'ultimo regnante di Kothi siglò l'entrata nell'Unione Indiana il 1 gennaio 1950.

## Governanti
I regnanti di Kothi appartenevano al clan Baghela dei Rajputs ed erano imparentati coi regnanti del vicino stato di Rewa. I governanti avevano il titolo di rais e dopo il 1887 adottarono il titolo di Raja Bahadur.

### Rais
- 180. - .... Lal Duniyapati Singh
- .... - 1862 Lal Abdhut Singh
- 1862 - 5 giugno 1887 Ran Bahadur Singh

### Raja Bahadur
- 1887 - 1895 Bhagwat Bahadur Singh
- 1895 - 8 agosto 1914 Avadhendra Singh
- 1914 - 1934 Sitaram Pratap Bahadur Singh
- 1934 - 1948 Kaushalendra Pratap Singh
- 1948 -2017 Govind pratap singh ju dev